# ایوان مارتینز (بازیکن فوتبال)
ایوان مارتینز (انگلیسی: Iván Martínez؛ زادهٔ ۱ مارس ۱۹۸۳) بازیکن فوتبال است.